# 藍衣行動
藍衣行動「藍衣行動」（Operation Bluecoat）是第二次世界大战期間諾曼底戰役的一環，由英國第2軍團在1944年7月30日至8月7日執行。此次攻勢的主要目的是控制位於維爾和蒙特潘松的高地，確保該地區主要公路的安全。戰略上，這次行動旨在支援美軍在諾曼底登陸區西部側翼的突破。

## 情況
7月25日美軍在眼鏡蛇行動中從灘頭陣地突破，幾天前英國和加拿大部隊在盟軍灘頭陣地東側的卡昂以南實施強恩伍德行動，這已引起德國人集中大部分的部隊在這個地區，特別是其裝甲部隊。因為這將進一步使盟軍在前進時進一步面對困難和付出昂貴的代價，英國第2軍團的裝甲部隊在邁爾斯·登普西中將指揮下向西轉向美軍相鄰的維萊博卡日前進。本來登普西計劃在8月2日進攻 ，但美軍戰線快速的變化迫使他提前行動。
最初只有兩個微弱的德軍步兵師守衛進攻的正面，是在科蒙的南部和東部，雖然他們已經佈置了廣泛的地雷區和建造大量防禦，他們還佔領了理想的防禦地形：灌木叢。

## 進攻
初步的轟炸由超過1,000架轟炸機實施以打開進攻的道路，因天氣惡劣許多的轟炸機無法找到自己的目標。當攻擊開始之後，許多單位被困於地雷場和陡峭的豪溝，但在中路進攻部隊前進了5英里。
第二天（7月31日）英軍第11裝甲師的單位攻佔了在苏勒夫尔河一座完整的橋樑，並擊遏了德軍裝甲部隊的首次反擊。
英軍現在距離維爾只有5英里，這處是英軍與美軍分界線附近美軍的戰區上，英軍因而轉向東南進攻。這給了德國第7軍團時間進行重組，並調動武裝親衛隊裝甲師，以加強其防禦能力。

## 結束行動
英軍的進攻因這些增援而被阻延，英國第8軍亦要保護其東部側翼，因為英國第30軍不能以同樣的速度前進。 該軍的指揮官謝拉特·巴克納爾於8月2日以及第7裝甲師的指揮官喬治·厄斯金，在第2天被解除指揮權，進攻在8月4日暫時停止。
在獲得增援後，維爾在8月6日落入英軍及美軍手中。同一天，英軍第43（韋塞克斯）步兵師攻佔了芒潘松。

## 結果
藍衣行動將大量德軍部隊從計劃中進行反擊的阿弗朗什引開，以及為後來在法萊茲口袋大規模圍殲德軍作出了重大貢獻。

## 參戰部隊

### 英軍
英國第2軍團（邁爾斯·登普西）
英國第8軍（理查德·奧康納）
英軍第15（蘇格蘭）師（哥頓·麥克米蘭）
英軍近衛裝甲師（艾倫·代爾）
英軍第11裝甲師（皮普”羅伯茨）
英軍第3步兵師（暫時配屬）（蘭什米爾·惠斯勒）
英軍第6近衛坦克旅（謝拉特·埃德弗尼至8月3日及瓦爾特·巴特洛特爵士）
英國第30軍 謝拉特·巴克納爾至8月2日及布賴恩·霍羅克斯）
英軍第43（韋塞克斯）步兵師（格威利姆·湯馬斯）
英軍第50（諾森布里安）步兵師（道格拉斯·格雷厄姆）
英軍第7裝甲師（喬治·厄斯金至8月4日及謝拉特·埃德弗尼）
英軍第8裝甲旅（喬治·奥里-帕爾默）

### 德軍
第5裝甲軍團（海因里希·埃伯巴赫）

最初參戰:
第47裝甲軍（部分，漢斯·馮·芬克男爵）
第276步兵師（庫爾特·巴汀斯基）
第326步兵師（維克多·馮·德鲁比奇-威希特）
增援:
武裝親衛隊第2裝甲軍（威廉·畢特利希）
第9霍亨斯陶芬裝甲師（弗德里希-威廉·波克）
第10弗倫茨貝格裝甲師（海因茨·哈梅爾）
第21装甲師（爱德加·佛庭格爾）
第1阿道夫·希特勒警衛旗隊裝甲師（部分，特奧多爾·威施）

## 明顯的行動
- 第5康沃爾公爵輕步兵團對蒙特潘松以南萊斯普萊西斯格里穆的夜間襲擊。
- 英軍第6近衛坦克旅1個中隊的大部分被德軍第654重型坦克營的獵豹式驅逐坦克消滅。

## 附錄
1. ↑  Mead (2007), p.335

## 外部連結
- Operation Bluecoat at memorial-montormel.org （页面存档备份，存于）
- History of 11th armoured division at memorial-montormel.org （页面存档备份，存于）
- D-Day Tanks Website
- Les Plessis Grimoult (French website) （页面存档备份，存于）

48°50′34″N 0°53′32″W / 48.84278°N 0.89222°W